# Seavington St Michael
Seavington St Michael is een civil parish in het bestuurlijke gebied South Somerset, in het Engelse graafschap Somerset met 127 inwoners.

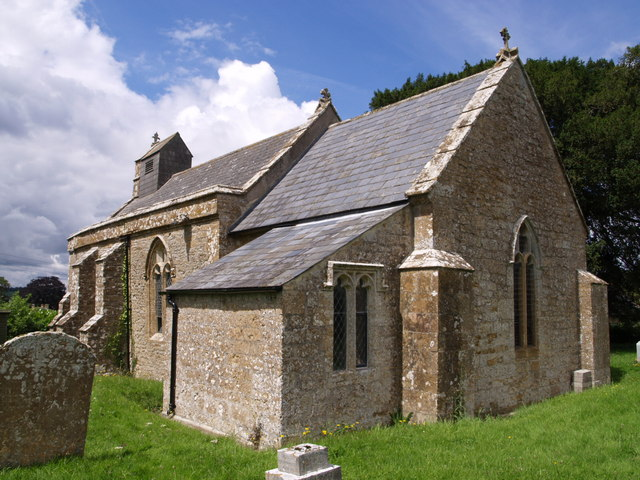
Kerk St. Michael